# チステルニーノ
チステルニーノ（イタリア語: Cisternino）は、イタリア共和国プッリャ州ブリンディジ県にある、人口約12,000人の基礎自治体（コムーネ）。

## 地理

### 位置・広がり

#### 隣接コムーネ
隣接するコムーネは以下の通り。括弧内のBAはバーリ県、TAはターラント県所属を示す。
- ファザーノ
- ロコロトンド (BA)
- マルティーナ・フランカ (TA)
- オストゥーニ

## 行政

### 分離集落
チステルニーノには、以下の分離集落（フラツィオーネ）がある。
- Caranna, Casalini, Marinelli, Sisto

## 文化・観光
「スローシティ」加盟都市、「イタリアの最も美しい村」クラブ加盟コムーネである。